# Lago dell'Accesa
Lago dell'Accesa este o arie protejată (arie specială de conservare — SAC, sit de importanță comunitară — SCI) din Italia întinsă pe o suprafață de 1.168 ha, integral pe uscat.

## Localizare
Centrul sitului Lago dell'Accesa este situat la coordonatele 42°59′16″N 10°54′01″E / 42.987778°N 10.900278°E.

## Înființare
Situl Lago dell'Accesa a fost declarat sit de importanță comunitară în iunie 1995 pentru a proteja 7 specii de animale. Situl a fost protejat și ca arie specială de conservare în mai 2016.

## Biodiversitate
Situată în ecoregiunea mediteraneană, aria protejată conține 8 habitate naturale: Pajiști umede mediteraneene cu ierburi înalte de Molinio-Holoschoenion, Păduri de Quercus ilex și Quercus rotundifolia, Galerii de Salix alba și de Populus alba, Mlaștini calcaroase cu Cladium mariscus și specii de Caricion davallianae, Cursuri de apă de la nivel de câmpie la nivel montan, cu vegetație Ranunculion fluitantis și Callitricho-Batrachion, Pseudostepă cu ierburi și specii anuale de Thero-Brachypodietea, Păduri de Quercus suber, Păduri panonice-balcanice de stejar turcesc - stejar sesil.
La baza desemnării sitului se află mai multe specii protejate:
- păsări (3): pescăruș albastru (Alcedo atthis), vânturel roșu (Falco tinnunculus), sfrâncioc roșiatic (Lanius collurio)
- mamifere (1): liliac cu urechi mari (Myotis bechsteinii)
- nevertebrate (2): Lindenia tetraphylla, Oxygastra curtisii
- reptile (1): șarpele cu patru dungi (Elaphe quatuorlineata)

Pe lângă speciile protejate, pe teritoriul sitului au mai fost identificate 2 specii de plante, 1 specie de amfibieni, 7 specii de nevertebrate, 1 specie de reptile.